# 蔣廷貴
蔣廷貴（1442年—1482年），字元用，又作原用，南直隸蘇州府長洲縣人，軍籍，明朝政治人物。

## 生平
成化七年（1471年）辛卯科應天鄉試第三名舉人，十四年（1478年）中式戊戌科會試第二百八十一名，三甲第八十名進士。授樂亭縣知縣，有惠政，十八年（1482年）卒於官。乾隆《元和縣志》有傳。

## 家族
來自鄧巷蔣氏家族，以蔣堂為遷吳始祖。曾祖蔣圭（字叔昂，號澹庵）；祖父蔣鏞（字宗韶，號坦軒）；父蔣澄（字惟清）。生母趙氏；繼母鄒氏。夫人為徐有貞女，有四女，及一子蔣燾（字仰仁）。蔣燾生前文章輯成《東壁遺稿》二卷。

## 軼事
《濯纓亭筆記》載蔣廷貴擇吉地葬其祖，輿地先生所言應驗之奇事。